# Braloștița, Dolj
Braloștița este satul de reședință al comunei cu același nume din județul Dolj, Oltenia, România. Se află în partea de nord a județului, în Lunca Dunării.